# Cercomantispa stenostigma
Cercomantispa stenostigma là một loài côn trùng trong họ Mantispidae thuộc bộ Neuroptera. Loài này được Navás miêu tả năm 1936.